# Ball bei Hof
Der Ball bei Hof in Wien war während der Regierungszeit von Kaiser Franz Joseph I. der exklusivste Ball während der Faschingssaison. Er wurde gegen Ende der Saison im Zeremoniensaal der Hofburg veranstaltet.
Im Gegensatz zum Hofball zur Eröffnung der Saison, war der Ball bei Hof nur auf schriftliche Einladung zugänglich. Diese war beschränkt auf Hofwürdenträger wie Geheime Räte, Kammerherren und Palastdamen, das diplomatische Corps, die Generalität und die eigentliche Hofgesellschaft, also die führenden österreichischen Adelsfamilien, deren Häupter im Herrenhaus des Reichsrats vertreten waren, sowie die bedeutenden Geschlechter Böhmens, Ungarns und der anderen Königreiche der Donaumonarchie. Während der Hofball von rund 2000 Personen besucht wurde, kamen zum Ball bei Hof etwa 700. Die Eingangszeremonien waren die gleichen wie beim Hofball, nur kürzer, da die Vorstellung neuer Teilnehmer zumeist bereits beim Hofball erfolgt war. Der Tanz begann daher eine Stunde früher, um halb neun Uhr. Während der Kaiser als Gast auf den Bällen des Adels unaufhörlich tanzte, sah er als Gastgeber auf den Hofbällen davon ab und machte stattdessen den Cercle, wobei er mit den an Rang und Alter angesehensten Gästen sprach. Am Ball bei Hof erschien er nicht in der weißen Feldmarschalls-Galauniform wie beim Hofball, sondern in der Oberst-Inhaberuniform einer seiner Gardeeinheiten.

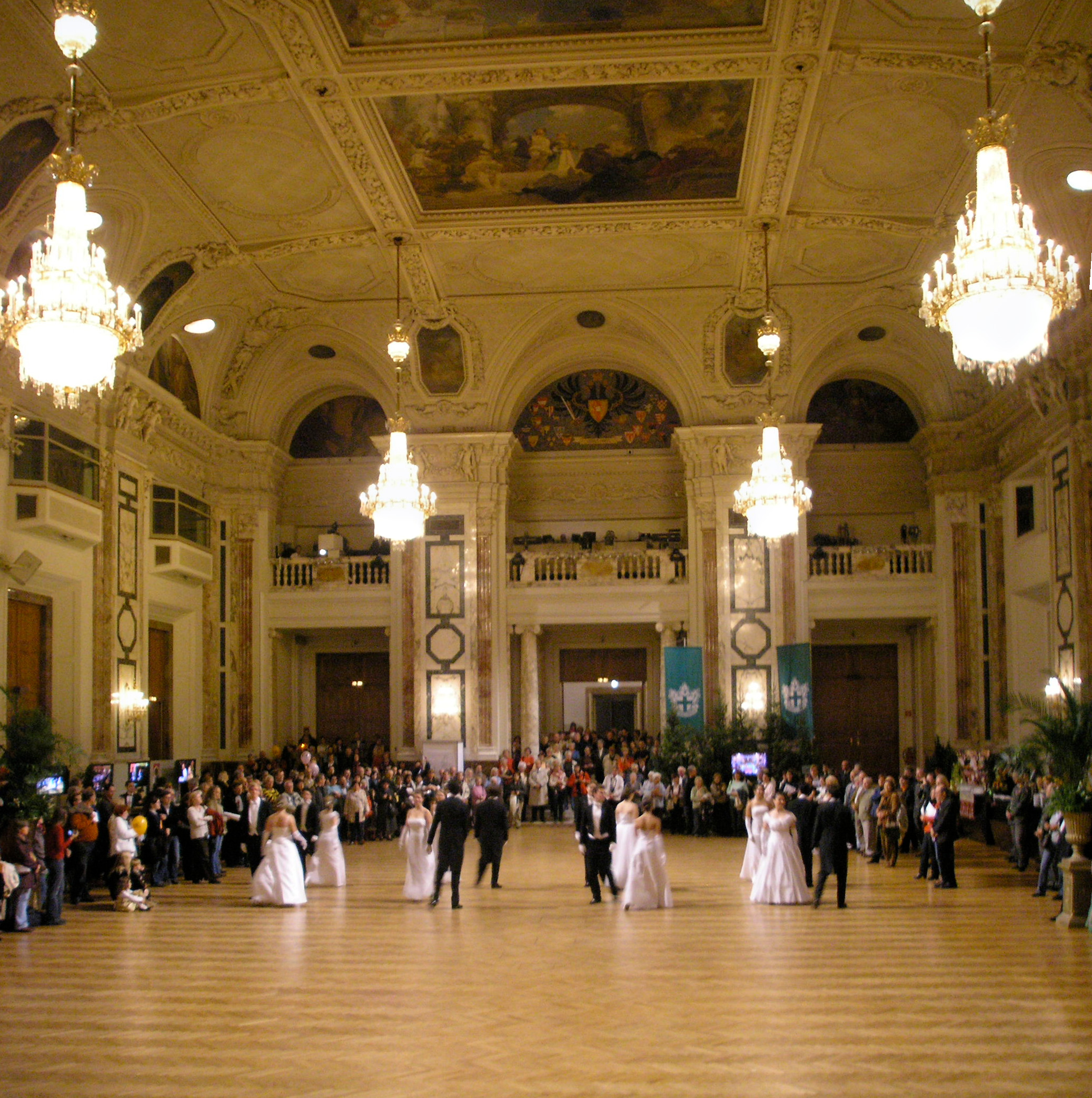
Festsaal der Hofburg

Nach dem Kotillon, der gemäß der die Zeit vorgebenden Tanzordnung eine Stunde dauerte, wurde – im Unterschied zum Buffet des Hofballes – zwischen 23 und 23.30 Uhr ein warmes Souper aus der Hofküche und Hofkellerei serviert, das die ranghöchsten Gäste an reich geschmückten Tischen im Spiegel- und Pietradura-Saal und die anderen in den Radetzky- und Stephans-Appartements einnahmen. Vor jedem Gedeck lag die goldgeränderte, mit dem kaiserlichen Wappen geschmückte Menükarte. Die Gänge wurden von Lakaien in Gala in großer Schnelligkeit serviert und abserviert. Das Menü war immer das gleiche: Crême d'orge en tasse (Gerstencreme), Fisch mit Mayonnaise, eine Pastete oder sonstige Vorspeise, Braten und Eis. Es wurden Bier und Weine, zum Braten Champagner gereicht.
Nach dem Souper begab sich die Gesellschaft durch die mit Gobelins, hohen Girandolen, grünen und blühenden Pflanzen reich geschmückten Gänge, Antekammern und Salons, in denen Garden postiert waren, in den Tanzsaal zurück, wo der Ball seine Fortsetzung fand.  Schlag zwölf Uhr verstummte die Musik, der Kaiser trat an die Estrade, reichte der Kaiserin Elisabeth, in ihrer (häufigen) Abwesenheit der rangältesten Erzherzogin oder der Doyenne unter den ausländischen Fürstlichkeiten (zumeist der Herzogin von Cumberland) den Arm und das Hofcortège verließ unter Vorantritt des Obersthofmeisters und des Oberzeremonienmeisters den Saal, in derselben Ordnung wie beim Einzug.
Neben diesen beiden alljährlichen Faschingsbällen veranstaltete das Kaiserpaar für seine halbwüchsigen Kinder auch gelegentlich Adoleszentenbälle, die sehr viel intimeren Charakter hatten. Zu ihnen wurden, in Anwesenheit einiger Mitglieder der kaiserlichen Familie und einiger Hofwürdenträger, etwa 30 Kinder der Hofgesellschaft geladen, die sich im gleichen Alter befanden. In den Alexander-Appartements der Hofburg begannen diese Kinderbälle um halb sechs Uhr mit einer Vorstellung der Jugend vor den Majestäten, dann tanzten die Jugendlichen zur Tanzmusik, die ein Pianist, begleitet von einem Violinspieler, besorgte. Um halb acht Uhr wurde ein Souper eingenommen, um zehn Uhr war der Tanz zu Ende.